# Garibaldi FS (métro de Milan)
Pour les articles homonymes, voir Garibaldi (homonymie).
Garibaldi FS est une station de correspondance entre la ligne 2 et la ligne 5 du métro de Milan. Elle est située viale Luigi Sturzo, près de la piazza Sigmund Freud. 
C'est également une station de correspondance entre le métro et le réseau ferroviaire via la gare de Milan-Porta Garibaldi.

## Situation sur le réseau

Plan du métro (2021)

Établie en souterrain, Garibaldi FS est une station de correspondance qui comprend deux sous-stations : 
Garibaldi FS M2 est une station de passage de la ligne 2 du métro de Milan. Elle est située entre la station Gioia, en direction des terminus nord-ouest Cologno Nord ou Gessate, et la station Moscova, en direction des terminus nord-ouest Comasina ou Assago Milanofiori Forum. Elle dispose des deux voies de la ligne, encadrées par deux quais centraux. les quais sont encadrés par des voies de garages en impasses, une seule étant encore en service.
Garibaldi FS M5'est une station de passage de la ligne 5 du métro de Milan. Elle est située entre la station Marche, en direction du terminus nord Bignami, et la station Isola, en direction du terminus ouest San Siro Stadio. Elle dispose des deux voies de la ligne, encadrant un quai central.

## Histoire
La station Garibaldi FS est mise en service le 21 juillet 1971, lors de l'ouverture à l'exploitation du prolongement de la ligne M2 de Centrale FS au nouveau terminus Garibaldi FS. La station dispose d'une organisation particulière du fait qu'elle devait ensuite permettre les correspondances avec une ligne de tramway souterrain. Elle comporte donc quatre voies et deux quai centraux, les deux voies centrales sont utilisées pour les circulations de la ligne 2 et les deux voies extérieurs ont été finalement positionnées en voies de garages (très peu utilisées, l'une a été déposée seul reste son emplacement),.
Elle devient une station de passage le 3 mars 1978, lors de l'ouverture du prolongement suivant, de la ligne M2, jusqu'au nouveau terminus Cadorna.
En 2008-2009, la station de la ligne M2 est rénovée par le designer Bruno David avec notamment une reprise des éléments décoratifs comme les revêtements des murs et du sol, ainsi que les éclairages. 
Elle devient une station de correspondance le 1er mars 2014, lors de l'ouverture de la station Garibaldi FS de la ligne M5 avec le prolongement depuis Zara. Elle devient une station de passage l'année suivante, le 
29 avril 2015, lors de l'ouverture du prolongement suivant jusqu'au terminus San Siro Stadio.

## Services aux voyageurs

### Accès et accueil
Située sous la viale Don Luigi Sturzo, à proximité de la piazza Sigmund Freud la station y dispose de bouches d'accès ainsi que des relations directes avec la gare ferroviaire. Elles sont équipées d'escaliers et d'escaliers mécaniques et complétées par un accès direct par ascenseur depuis l'extérieur. La station est accessible aux personnes à la mobilité réduite.

### Desserte

#### Garibaldi FS M2
Garibaldi FS M2 est desservie par les rames qui circulent sur la ligne 2 du métro de Milan. Elle dispose de deux quais centraux utilisés comme des quais latéraux, les rames circulants sur les deux voies centrales. Une voie extérieur est parfois utilisée comme voie de garage.

Installations
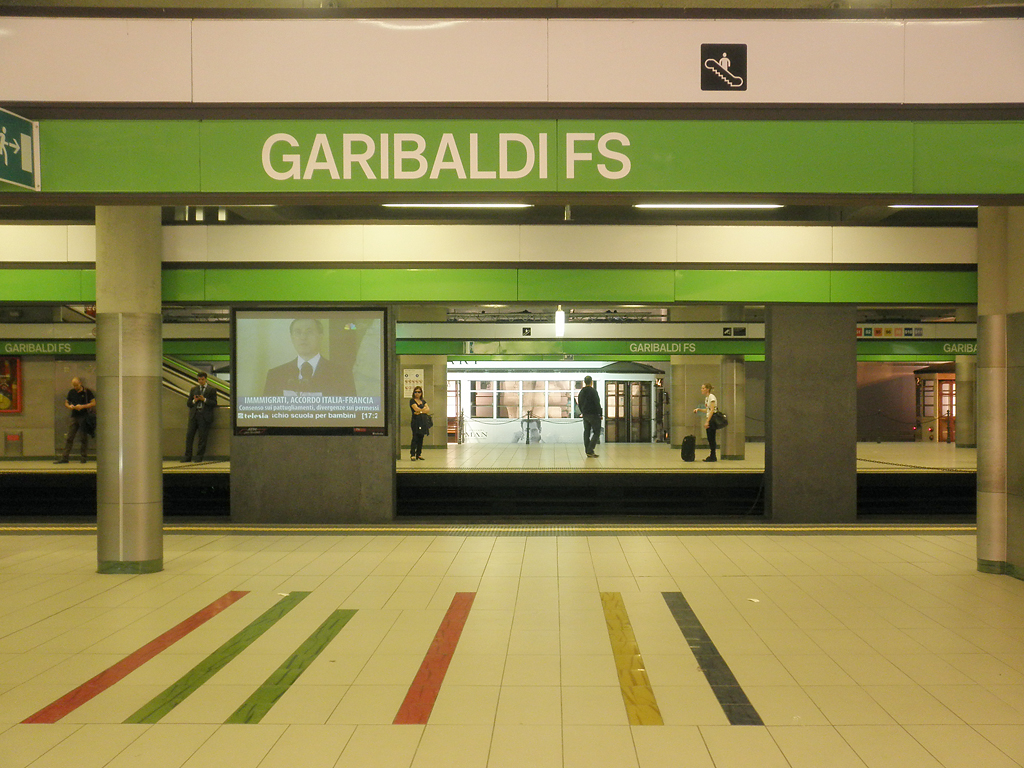
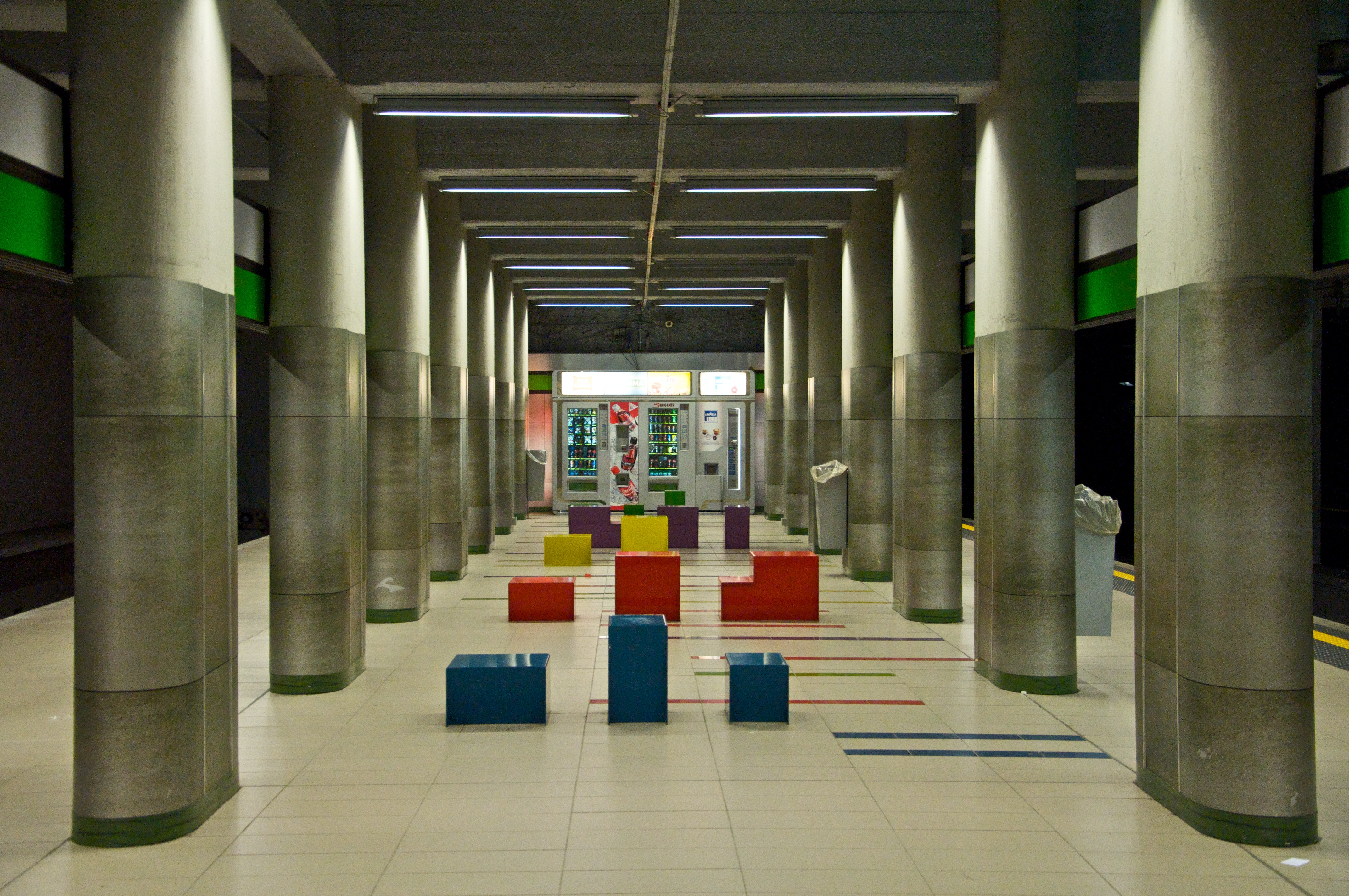
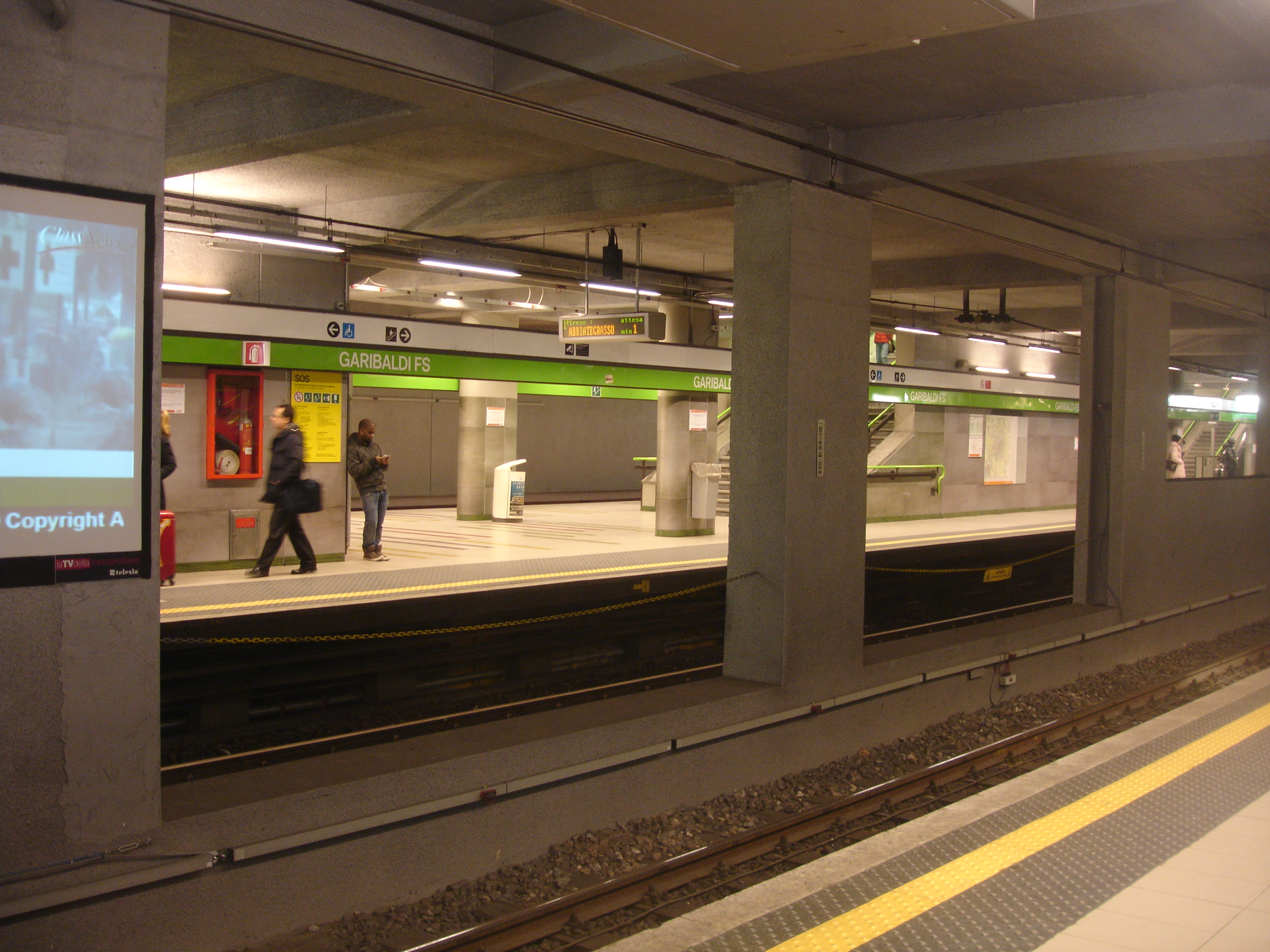

#### Garibaldi FS M5
Garibaldi FS M5 est desservie par les rames qui circulent sur la ligne 2 du métro de Milan. Comme toutes les autres stations de cette ligne de métro automatique elle dispose de portes palières sur les quais, ici sur les deux côtés du quai central.

Installations et desserte
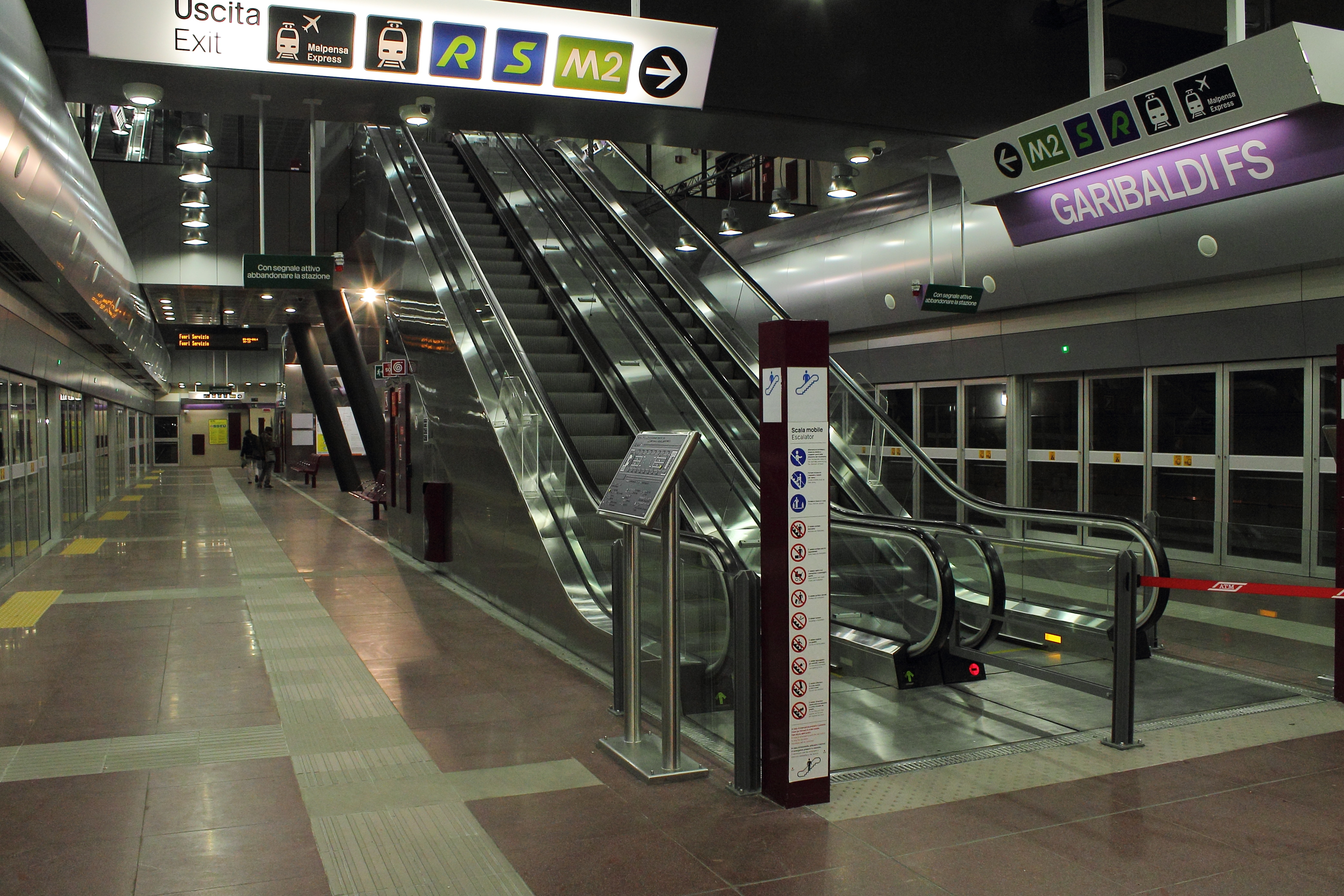
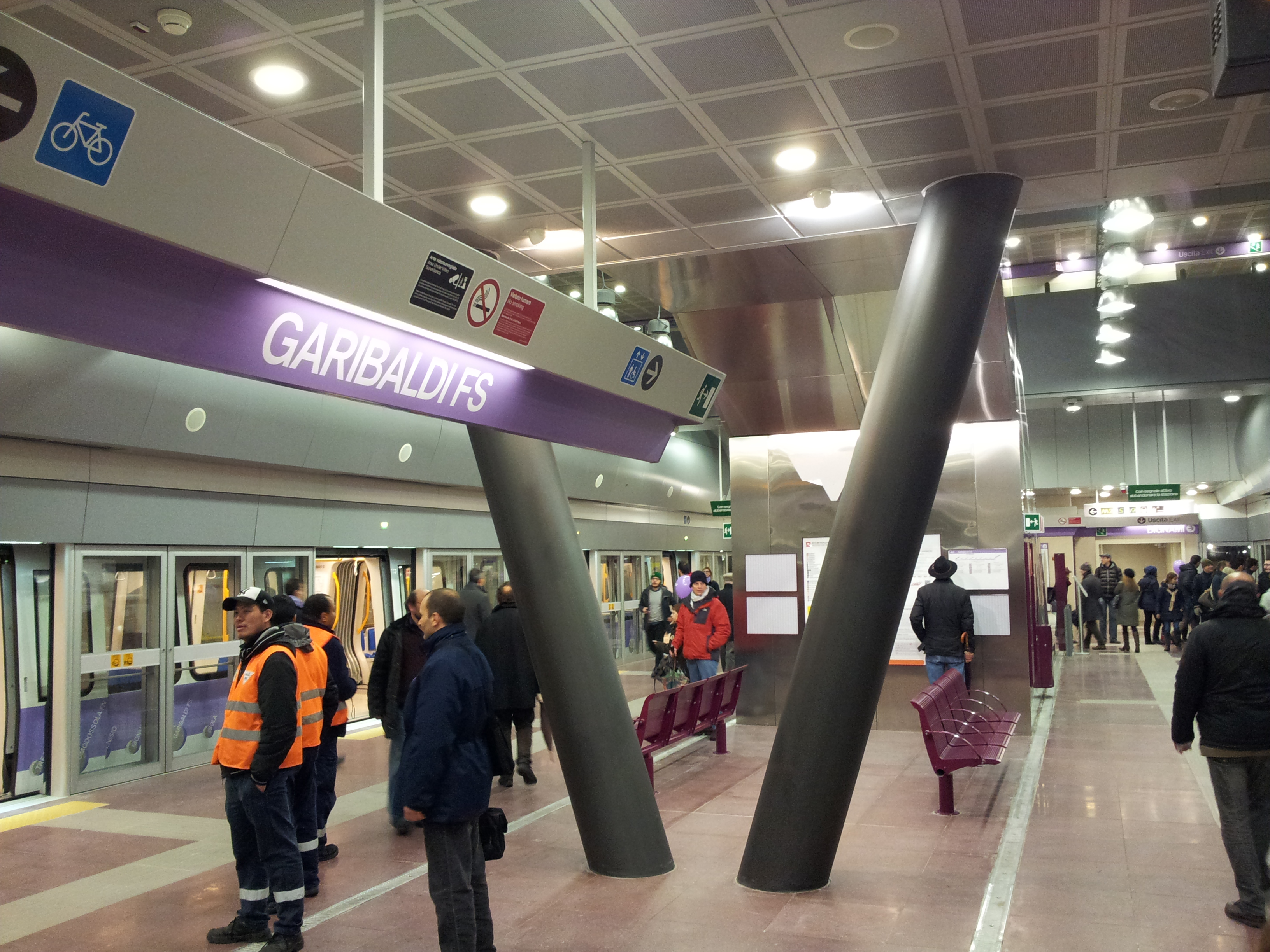

### Intermodalité
Elle est en correspondance directe avec la gare de Milan-Porta Garibaldi desservie par de nombreux trains : grandes lignes, régionaux et banlieue. À proximité un arrêt du tramway de Milan est desservi par les lignes 10 et 33 et un arrêt de bus par les lignes de nuit NM2, N25 et N26.